# Жемчужная площадь

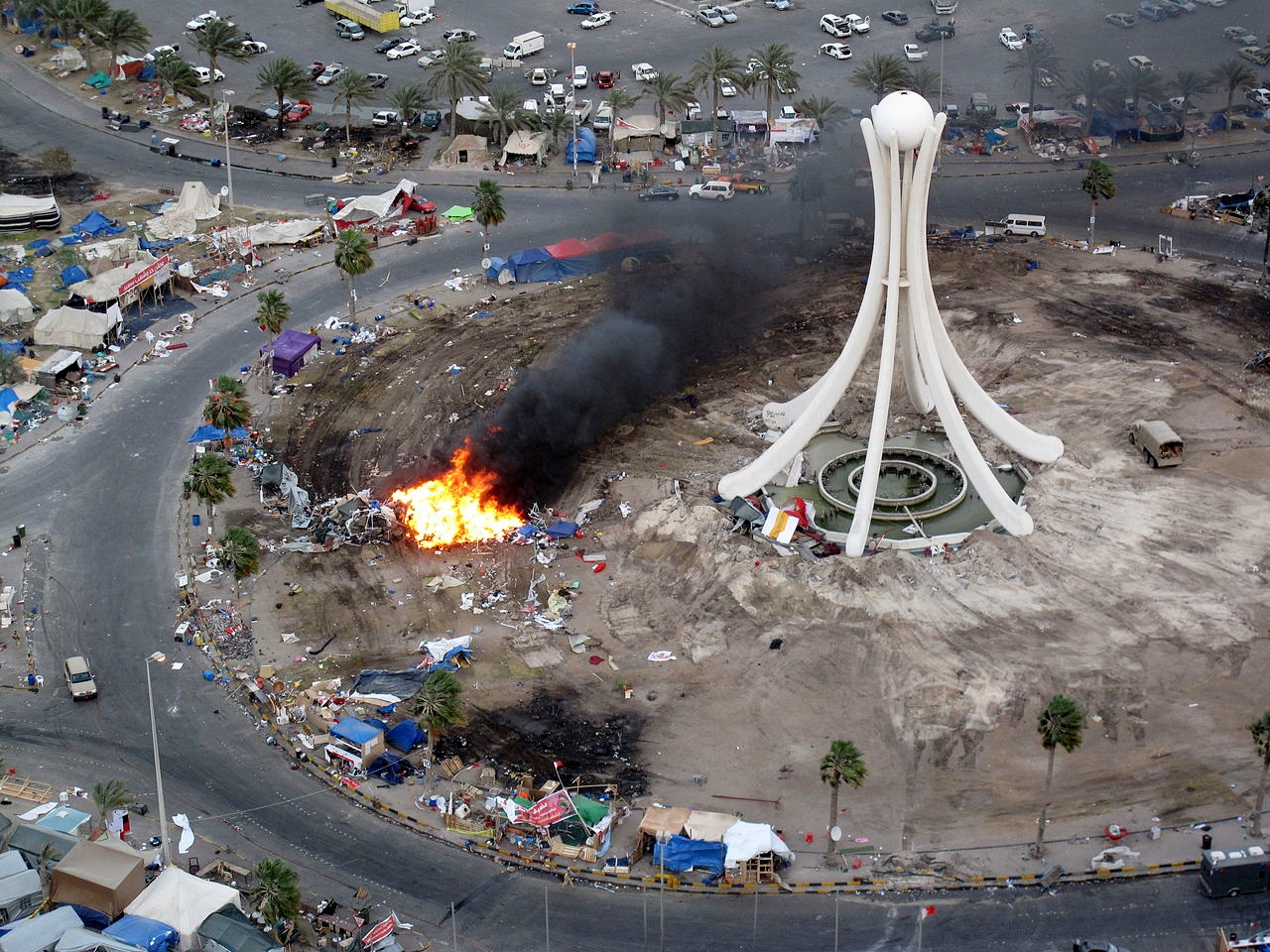
Площадь незадолго до сноса памятника (16 марта)

Жемчужная площадь (Пёрл-Сквер, Лулу-Сквер) (араб. دوار اللؤلؤة‎, англ. Pearl Roundabout, Lulu Roundabout, Pearl Square) — название круговой транспортной развязки в центре столицы Бахрейна — Манамы. Название произошло от Жемчужного монумента в центре.

## Жемчужный монумент
Жемчужный монумент был построен в 1982 году. Он имел высоту 90 м и состоял из шести парусов и жемчужины наверху. Парусы символизировали шесть арабских стран Персидского залива, а жемчуг — единое наследие стран. 18 марта 2011 года правительственные войска снесли монумент, который к тому времени стал символом борьбы за свободу.

## Волнения в 2011
Площадь сравнивают с каирской площадью Тахрир, так как на ней проходят основные митинги оппозиции. Сами митингующие переименовали Жемчужную площадь в площадь Тахрир.